# 孙东生
孙东生（1964年6月—），男，汉族，河南浚县人，中华人民共和国政治人物，中国民主建国会常务委员、中央副主席，曾任黑龙江省政协副主席，现任黑龙江省副省长。

## 生平
1985年毕业于黑龙江商学院商业经济专业。2008年，当选第十一届全国政协委员，代表中国民主建国会，分入第七组。
2013年1月任黑龙江省人民政府副省长。2017年12月任民主建国会副主席。2018年1月，当选第十三届全国政协委员。